# Evropská arboristická rada
Evropská arboristická rada (European Arboricultural Council, EAC) je mezinárodní fórum, které sdružuje arboristické organizace z evropských zemí. Cílem je zvýšení odborné úrovně péče o stromy, výzkum, vzdělávání a zdokonalování bezpečných pracovních postupů.
Česká republika je členem EAC, certifikačními centry jsou ČSOP Arboristická akademie a Společnost pro zahradní a krajinářskou tvorbu.
Uznatelné certifikace pro stromolezení a použití mototové pily pro EAC zkoušku jsou ECC/ICC, A1, A2 neziskové organizace ABA International.